# Чемпионат КОНКАКАФ среди команд до 17 лет 2023
Чемпионат КОНКАКАФ среди команд до 17 лет 2023 года (исп. Campeonato Sub-17 de la Concacaf de 2023; англ. 2023 CONCACAF U-17 Championship) — 7-й розыгрыш чемпионата КОНКАКАФ среди команд до 17 лет (и 20-й розыгрыш если учитывать все турниры, включая турниры до 16 лет), который прошёл в Гватемале с 11 по 26 февраля 2023 года. В турнире смогли принять участие футболисты, родившиеся не ранее 1 января 2006 года.

## Квалификация

### Квалифицировались в финальный турнир
Следующие команды квалифицировались в финальный турнир в Гватемале:
| Стадия         | Сборная                  | Способ квалификации                  | Участие | Лучший результат                                         |
| -------------- | ------------------------ | ------------------------------------ | ------- | -------------------------------------------------------- |
| Групповой этап | Мексика                  | 1-е место в рейтинге                 | 18-е    | Чемпион (1985, 1987, 1991, 1996, 2013, 2015, 2017, 2019) |
| Групповой этап | США                      | 2-е место в рейтинге                 | 19-е    | Чемпион (1983, 1992, 2011)                               |
| Групповой этап | Коста-Рика               | 3-е место в рейтинге                 | 18-е    | Чемпион (1994)                                           |
| Групповой этап | Гондурас                 | 4-е место в рейтинге                 | 19-е    | Финалист (2015)                                          |
| Групповой этап | Канада                   | 5-е место в рейтинге                 | 18-е    | Финалист (2011)                                          |
| Групповой этап | Панама                   | 6-е место в рейтинге                 | 10-е    | Финалист (2013)                                          |
| Групповой этап | Республика Гаити         | 7-е место в рейтинге                 | 9-е     | Победитель финальной группы (2007)                       |
| Групповой этап | Ямайка                   | 8-е место в рейтинге                 | 15-е    | Победитель финальной группы (1999)                       |
| Групповой этап | Куба                     | 9-е место в рейтинге                 | 11-е    | Чемпион (1988)                                           |
| Групповой этап | Сальвадор                | 10-е место в рейтинге                | 16-е    | 4-е место (1999)                                         |
| Групповой этап | Тринидад и Тобаго        | 11-е место в рейтинге                | 15-е    | Финалист (1983)                                          |
| Групповой этап | Гватемала                | 12-е место в рейтинге                | 12-е    | 1/4 финала (2013)                                        |
| Групповой этап | Кюрасао                  | 13-е место в рейтинге                | 8-е     | 1/8 финала (2019)                                        |
| Групповой этап | Суринам                  | 14-е место в рейтинге                | 3-е     | Групповой этап (2017, 2019)                              |
| Групповой этап | Барбадос                 | 15-е место в рейтинге                | 4-е     | Групповой этап (2011, 2013, 2019)                        |
| Групповой этап | Гваделупа                | 16-е место в рейтинге                | 2-е     | 1/8 финала (2019)                                        |
| 1/8 финала     | Бермуды                  | Победитель квалификационной группы А | 3-е     | Групповой этап (1996, 2019)                              |
| 1/8 финала     | Пуэрто-Рико              | Победитель квалификационной группы B | 4-е     | 1/8 финала (2019)                                        |
| 1/8 финала     | Доминиканская Республика | Победитель квалификационной группы C | 4-е     | 1/8 финала (2019)                                        |
| 1/8 финала     | Никарагуа                | Победитель квалификационной группы D | 3-е     | 1/8 финала (2019)                                        |

## Стадионы
Турнир проходил на 2-х стадионах в 2-х разных городах.
| Антигуа-Гуатемала Гватемала | Антигуа-Гуатемала   | Гватемала             |
| --------------------------- | ------------------- | --------------------- |
| Антигуа-Гуатемала Гватемала | Пенсативо           | Доротео Гвамуч Флорес |
| Антигуа-Гуатемала Гватемала | Вместимость: 10 000 | Вместимость: 26 000   |
| Антигуа-Гуатемала Гватемала |                     |                       |

## Финальный турнир

### Жеребьёвка и посев команд
Жеребьевка состоялась 29 сентября 2022 года в штаб-квартире КОНКАКАФ в Майами (США). 16 команды были разбиты на четыре группы по четыре команды, причем первые четыре команды согласно рейтингу КОНКАКАФ до 17 лет автоматически попали на первое место в каждой группе, а остальные команды были распределены согласно жеребьевки.
| Команда    | Группа   | Ранг |
| ---------- | -------- | ---- |
| Мексика    | Группа E | 1    |
| США        | Группа F | 2    |
| Коста-Рика | Группа G | 3    |
| Гондурас   | Группа H | 4    |

| Команда | Группа   | Ранг |
| ------- | -------- | ---- |
| Канада  | Группа F | 5    |
| Панама  | Группа E | 6    |
| Гаити   | Группа H | 7    |
| Ямайка  | Группа G | 8    |

| Команда           | Группа   | Ранг |
| ----------------- | -------- | ---- |
| Куба              | Группа G | 9    |
| Сальвадор         | Группа H | 10   |
| Тринидад и Тобаго | Группа F | 11   |
| Гватемала         | Группа E | 12   |

| Команда   | Группа   | Ранг |
| --------- | -------- | ---- |
| Кюрасао   | Группа E | 13   |
| Суринам   | Группа H | 14   |
| Барбадос  | Группа F | 15   |
| Гваделупа | Группа G | 16   |

## Групповой этап
Три лучшие команды из каждой группы прошли в 1/8 финала, где к ним присоединились четыре команды, вышедшие из отборочного турнира.
Время начала матчей — местное (UTC−6:00).

### Критерии классификации команд на групповом этапе
Если две или более команд набирают одинаковое количество очков, их положение определяется по следующим критериям:
1. очки, набранные во всех матчах группового этапа;
2. разница голов во всех групповых матчах;
3. голы, забитые во всех групповых матчах;
4. количество очков, заработанные в матчах между командами;
5. разница голов в матчах между командами;
6. количество голов, забитых в матчах между командами;
7. дисциплинарные показатели:
  - жёлтая карточка: −1 очко;
  - непрямая красная карточка (вторая жёлтая карточка): −3 очка;
  - прямая красная карточка: −4 очка;
  - жёлтая карточка и прямая красная карточка: −5 очков;
8. рейтинг КОНКАКАФ, который использовалися при жеребьёвке.

### Группа E
| Поз | Команда       | И | В | Н | П | МЗ | МП | РМ  | О | Квалификация |
| --- | ------------- | - | - | - | - | -- | -- | --- | - | ------------ |
| 1   | Мексика       | 3 | 2 | 1 | 0 | 12 | 1  | +11 | 7 | 1/8 финала   |
| 2   | Панама        | 3 | 2 | 1 | 0 | 6  | 1  | +5  | 7 | 1/8 финала   |
| 3   | Гватемала (Х) | 3 | 1 | 0 | 2 | 8  | 6  | +2  | 3 | 1/8 финала   |
| 4   | Кюрасао       | 3 | 0 | 0 | 3 | 3  | 21 | −18 | 0 |              |

| Мексика | 9:0     | Кюрасао |
| --- | ------- | ------- |
| - Альварес 2′ - Мартинес 14′ (пен.) - Барахас 17′ - Каррильо 23′, 45′ - Валенсия 72′ - Мошика 86′ - Уриас 89′ (пен.) - Арройо 90+2′ | (отчёт) |         |

| Панама       | 1:0     | Гватемала |
| ------------ | ------- | --------- |
| - Уолдер 16′ | (отчёт) |           |

| Кюрасао | 0:4     | Панама                                 |
| ------- | ------- | -------------------------------------- |
|         | (отчёт) | - Уолдер 8′, 33′ - Холл 39′ - Диаз 51′ |

| Гватемала | 0:2     | Мексика                        |
| --------- | ------- | ------------------------------ |
|           | (отчёт) | - Каррильо 25′ - Барахас 90+1′ |

| Мексика        | 1:1     | Панама     |
| -------------- | ------- | ---------- |
| - Аскарате 34′ | (отчёт) | - Райс 54′ |

| Гватемала | 8:3     | Кюрасао                                     |
| --- | ------- | ------------------------------------------- |
| - Эскобар 3′ (пен.), 25′, 51′ - Гарзаро 14′ (пен.), 34′ - Сагастуме 40′ (пен.) - Шиншилла 90+1′ - Гуэрра 90+4′ (пен.) | (отчёт) | - Самбо 29′ - Лон 45+1′ (авт.) - Инезия 56′ |

### Группа F
| Поз | Команда           | И | В | Н | П | МЗ | МП | РМ | О | Квалификация |
| --- | ----------------- | - | - | - | - | -- | -- | -- | - | ------------ |
| 1   | США               | 3 | 3 | 0 | 0 | 9  | 1  | +8 | 9 | 1/8 финала   |
| 2   | Канада            | 3 | 2 | 0 | 1 | 5  | 3  | +2 | 6 | 1/8 финала   |
| 3   | Тринидад и Тобаго | 3 | 0 | 1 | 2 | 4  | 7  | −3 | 1 | 1/8 финала   |
| 4   | Барбадос          | 3 | 0 | 1 | 2 | 1  | 8  | −7 | 1 |              |

| Канада                         | 3:2     | Тринидад и Тобаго     |
| ------------------------------ | ------- | --------------------- |
| - Воеводич 27′, 68′ - Омез 61′ | (отчёт) | - Уэбб 67′ - Суин 81′ |

| США                                                 | 5:0     | Барбадос |
| --------------------------------------------------- | ------- | -------- |
| - Медина 25′, 43′, 90+3′ - Фигероа 86′ - Хабрун 89′ | (отчёт) |          |

| Барбадос | 0:2     | Канада                             |
| -------- | ------- | ---------------------------------- |
|          | (отчёт) | - Маккензи 21′ - Бьелло 28′ (пен.) |

| Тринидад и Тобаго | 1:3     | США                                      |
| ----------------- | ------- | ---------------------------------------- |
| - Гарсия 78′      | (отчёт) | - Бертон 11′ - Рудисилл 14′ - Хабрун 24′ |

| Тринидад и Тобаго | 1:1     | Барбадос     |
| ----------------- | ------- | ------------ |
| - Суин 82′        | (отчёт) | - Хэрвуд 38′ |

| США           | 1:0     | Канада |
| ------------- | ------- | ------ |
| - Фигероа 64′ | (отчёт) |        |

### Группа G
| Поз | Команда    | И | В | Н | П | МЗ | МП | РМ | О | Квалификация |
| --- | ---------- | - | - | - | - | -- | -- | -- | - | ------------ |
| 1   | Коста-Рика | 3 | 2 | 1 | 0 | 8  | 3  | +5 | 7 | 1/8 финала   |
| 2   | Ямайка     | 3 | 1 | 1 | 1 | 7  | 6  | +1 | 4 | 1/8 финала   |
| 3   | Куба       | 3 | 1 | 0 | 2 | 6  | 8  | −2 | 3 | 1/8 финала   |
| 4   | Гваделупа  | 3 | 1 | 0 | 2 | 3  | 7  | −4 | 3 |              |

| Ямайка                                    | 4:2     | Куба                  |
| ----------------------------------------- | ------- | --------------------- |
| - Белл 22′ - Ватсон 56′, 75′ - Гордон 70′ | (отчёт) | - Д. Рейносо 78′, 89′ |

| Коста-Рика                   | 2:1     | Гваделупа      |
| ---------------------------- | ------- | -------------- |
| - Албриттон 5′ - Наранхо 14′ | (отчёт) | - Бьенвиль 53′ |

| Гваделупа              | 2:1     | Ямайка        |
| ---------------------- | ------- | ------------- |
| - Жак 78′ - Молоза 90′ | (отчёт) | - Барретт 41′ |

| Куба | 0:4     | Коста-Рика                                        |
| ---- | ------- | ------------------------------------------------- |
|      | (отчёт) | - Бустос 4′ - Санди 11′ - Марото 20′ - Уилсон 79′ |

| Куба                                                        | 4:0     | Гваделупа |
| ----------------------------------------------------------- | ------- | --------- |
| - Я. Рейносо 22′ - Эрнандес 32′ - Д. Рейносо 68′ - Соса 75′ | (отчёт) |           |

| Коста-Рика                   | 2:2     | Ямайка                |
| ---------------------------- | ------- | --------------------- |
| - Бустос 79′ - Албриттон 87′ | (отчёт) | - Гуден 17′ - Рид 62′ |

### Группа H
| Поз | Команда   | И | В | Н | П | МЗ | МП | РМ  | О | Квалификация |
| --- | --------- | - | - | - | - | -- | -- | --- | - | ------------ |
| 1   | Гондурас  | 3 | 3 | 0 | 0 | 11 | 2  | +9  | 9 | 1/8 финала   |
| 2   | Сальвадор | 3 | 2 | 0 | 1 | 8  | 5  | +3  | 6 | 1/8 финала   |
| 3   | Гаити     | 3 | 1 | 0 | 2 | 4  | 4  | 0   | 3 | 1/8 финала   |
| 4   | Суринам   | 3 | 0 | 0 | 3 | 1  | 13 | −12 | 0 |              |

| Гаити          | 1:3     | Сальвадор                       |
| -------------- | ------- | ------------------------------- |
| - Томлисон 12′ | (отчёт) | - Аргета 39′, 63′ - Фигероа 86′ |

| Гондурас                                                                    | 6:1     | Суринам      |
| --------------------------------------------------------------------------- | ------- | ------------ |
| - Н. Круз 6′ - Варгас 40′ - Саенс 51′ - Мунгия 76′, 88′ - Осорто 85′ (пен.) | (отчёт) | - Гудетт 43′ |

| Суринам | 0:3     | Гаити                                  |
| ------- | ------- | -------------------------------------- |
|         | (отчёт) | - Джозеф 53′ - Лебрун 57′ - Ламаре 83′ |

| Сальвадор          | 1:4     | Гондурас                                              |
| ------------------ | ------- | ----------------------------------------------------- |
| - Bueso 36′ (авт.) | (отчёт) | - Мунгия 15′ - Гарсия 27′ - Эррера 45+1′ - Варгас 64′ |

| Сальвадор                                           | 4:0     | Суринам |
| --------------------------------------------------- | ------- | ------- |
| - Б. Васкес 24′ - Аргета 28′ - Ариас 60′ - Диаз 82′ | (отчёт) |         |

| Гондурас        | 1:0     | Гаити |
| --------------- | ------- | ----- |
| - Р. Круз 45+2′ | (отчёт) |       |

## Плей-офф

### Квалифицированы непосредственно в стадию плей-офф
- Бермуды (Победитель квалификационной группы А)
- Пуэрто-Рико (Победитель квалификационной группы B)
- Доминиканская Республика (Победитель квалификационной группы C)
- Никарагуа (Победитель квалификационной группы D)

### Сетка плей-офф
|  | 1/8 финала               | 1/8 финала |             |       | 1/4 финала | 1/4 финала |  |  | 1/2 финала | 1/2 финала |  |  | Финал | Финал |
|  |                          |            |             |       |            |            |  |  |            |            |  |  |       |       |
|  | 18 февраля               |            |             |       |            |            |  |  |            |            |  |  |       |       |
|  |                          |            |             |       |            |            |  |  |            |            |  |  |       |       |
|  | Мексика                  | 6          |             |       |            |            |  |  |            |            |  |  |       |       |
|  | Мексика                  | 6          | 21 февраля  |       |            |            |  |  |            |            |  |  |       |       |
|  | Никарагуа                | 0          |             |       |            |            |  |  |            |            |  |  |       |       |
|  | Никарагуа                | 0          | Мексика     | 3     |            |            |  |  |            |            |  |  |       |       |
|  | 19 февраля               |            | Мексика     | 3     |            |            |  |  |            |            |  |  |       |       |
|  |                          | Сальвадор  | 0           |       |            |            |  |  |            |            |  |  |       |       |
|  | Сальвадор (доп. вр.)     | Сальвадор  | 0           | 3     |            |            |  |  |            |            |  |  |       |       |
|  | Сальвадор (доп. вр.)     |            | 24 февраля  | 3     |            |            |  |  |            |            |  |  |       |       |
|  | Тринидад и Тобаго        | 2          |             |       |            |            |  |  |            |            |  |  |       |       |
|  | Тринидад и Тобаго        | 2          | Мексика     | 5     |            |            |  |  |            |            |  |  |       |       |
|  | 19 февраля               |            | Мексика     | 5     |            |            |  |  |            |            |  |  |       |       |
|  |                          | Панама     | 0           |       |            |            |  |  |            |            |  |  |       |       |
|  | Панама                   | Панама     | 0           | 2     |            |            |  |  |            |            |  |  |       |       |
|  | Панама                   | 22 февраля |             | 2     |            |            |  |  |            |            |  |  |       |       |
|  | Куба                     | 0          |             |       |            |            |  |  |            |            |  |  |       |       |
|  | Куба                     | 0          | Панама      | 2     |            |            |  |  |            |            |  |  |       |       |
|  | 19 февраля               |            | Панама      | 2     |            |            |  |  |            |            |  |  |       |       |
|  |                          | Гондурас   | 1           |       |            |            |  |  |            |            |  |  |       |       |
|  | Гондурас                 | Гондурас   | 1           | 6     |            |            |  |  |            |            |  |  |       |       |
|  | Гондурас                 |            | 26 февраля  | 6     |            |            |  |  |            |            |  |  |       |       |
|  | Бермудские Острова       | 0          |             |       |            |            |  |  |            |            |  |  |       |       |
|  | Бермудские Острова       | 0          | Мексика     | 3     |            |            |  |  |            |            |  |  |       |       |
|  | 19 февраля               |            | Мексика     | 3     |            |            |  |  |            |            |  |  |       |       |
|  |                          | США        | 1           |       |            |            |  |  |            |            |  |  |       |       |
|  | Коста-Рика               | США        | 1           | 1 (2) |            |            |  |  |            |            |  |  |       |       |
|  | Коста-Рика               | 22 февраля |             | 1 (2) |            |            |  |  |            |            |  |  |       |       |
|  | Пуэрто-Рико (п.)         | 1 (4)      |             |       |            |            |  |  |            |            |  |  |       |       |
|  | Пуэрто-Рико (п.)         | 1 (4)      | Пуэрто-Рико | 0     |            |            |  |  |            |            |  |  |       |       |
|  | 18 февраля               |            | Пуэрто-Рико | 0     |            |            |  |  |            |            |  |  |       |       |
|  |                          | Канада     | 3           |       |            |            |  |  |            |            |  |  |       |       |
|  | Канада                   | Канада     | 3           | 3     |            |            |  |  |            |            |  |  |       |       |
|  | Канада                   |            | 24 февраля  | 3     |            |            |  |  |            |            |  |  |       |       |
|  | Гаити                    | 0          |             |       |            |            |  |  |            |            |  |  |       |       |
|  | Гаити                    | 0          | Канада      | 0     |            |            |  |  |            |            |  |  |       |       |
|  | 18 февраля               |            | Канада      | 0     |            |            |  |  |            |            |  |  |       |       |
|  |                          | США        | 2           |       |            |            |  |  |            |            |  |  |       |       |
|  | Ямайка                   | США        | 2           | 1     |            |            |  |  |            |            |  |  |       |       |
|  | Ямайка                   | 21 февраля |             | 1     |            |            |  |  |            |            |  |  |       |       |
|  | Гватемала                | 2          |             |       |            |            |  |  |            |            |  |  |       |       |
|  | Гватемала                | 2          | Гватемала   | 3     |            |            |  |  |            |            |  |  |       |       |
|  | 18 февраля               |            | Гватемала   | 3     |            |            |  |  |            |            |  |  |       |       |
|  |                          | США        | 5           |       |            |            |  |  |            |            |  |  |       |       |
|  | США                      | США        | 5           | 7     |            |            |  |  |            |            |  |  |       |       |
|  | США                      |            |             | 7     |            |            |  |  |            |            |  |  |       |       |
|  | Доминиканская Республика | 0          |             |       |            |            |  |  |            |            |  |  |       |       |
|  | Доминиканская Республика | 0          |             |       |            |            |  |  |            |            |  |  |       |       |

### 1/8 финала
| Мексика                                                                     | 6:0     | Никарагуа |
| --------------------------------------------------------------------------- | ------- | --------- |
| - Барахас 19′ - Гарсия 24′ - Альварес 30′ - Каррильо 60′, 68′ - Уриас 90+1′ | (отчёт) |           |

| Ямайка        | 1:2     | Гватемала                    |
| ------------- | ------- | ---------------------------- |
| - Барретт 54′ | (отчёт) | - Сагастуме 32′ - Васкес 77′ |

| США                                                                | 7:0     | Доминиканская Республика |
| ------------------------------------------------------------------ | ------- | ------------------------ |
| - Акино 22′, 30′ - Фигероа 45+2′, 57′ - Бертон 62′ - Сото 83′, 90′ | (отчёт) |                          |

| Канада                             | 3:0     | Гаити |
| ---------------------------------- | ------- | ----- |
| - Н'Диай 4′ - Озимек 16′ - Поп 88′ | (отчёт) |       |

| Коста-Рика                            | 1:1 (доп. вр.) | Пуэрто-Рико                                  |
| ------------------------------------- | -------------- | -------------------------------------------- |
| - Уилсон 90+1′                        | (отчёт)        | - Байрон 68′                                 |
| Пенальти                              |                |                                              |
| - Марото - Рамирес - Кастро - Наранхо | 2:4            | - Роса - Прадо - Росарио - Торрес - Дельгадо |

| Панама                  | 2:0     | Куба |
| ----------------------- | ------- | ---- |
| - Риос 57′ - Уолдер 78′ | (отчёт) |      |

| Гондурас                                                                        | 6:0     | Бермудские Острова |
| ------------------------------------------------------------------------------- | ------- | ------------------ |
| - Р. Круз 21′ - Мунгия 24′ - Осорто 27′ - Н. Круз 37′ - Гарсия 54′ - Варгас 67′ | (отчёт) |                    |

| Сальвадор                                    | 3:2 (доп. вр.) | Тринидад и Тобаго         |
| -------------------------------------------- | -------------- | ------------------------- |
| - Б. Васкес 3′ - Менхивар 65′ - Вентура 107′ | (отчёт)        | - Кардинес 33′ - Уэбб 79′ |

### 1/4 финала
| Мексика                         | 3:0     | Сальвадор |
| ------------------------------- | ------- | --------- |
| - Каррильо 18′ - Уриас 63′, 71′ | (отчёт) |           |

| Гватемала                                      | 3:5     | США                                                       |
| ---------------------------------------------- | ------- | --------------------------------------------------------- |
| - Эскобар 45′ (пен.) - Васкес 52′ - Агилар 74′ | (отчёт) | - Ромеро 7′ - Фигероа 28′, 53′ - Харанги 51′ - Хабрун 83′ |

| Пуэрто-Рико | 0:3     | Канада                                      |
| ----------- | ------- | ------------------------------------------- |
|             | (отчёт) | - Воеводич 8′ - Н'Диай 36′ - Стефанович 55′ |

| Панама                             | 2:1     | Гондурас        |
| ---------------------------------- | ------- | --------------- |
| - Вакедано 50′ (авт.) - Пьер 90+1′ | (отчёт) | - Р. Круз 90+3′ |

### 1/2 финала
Полуфиналисты квалифицировались на Чемпионат мира 2023 (до 17 лет).
| Мексика                                                                  | 5:0     | Панама |
| ------------------------------------------------------------------------ | ------- | ------ |
| - Каррильо 37′ - Круг 58′ (авт.) - Уриас 67′ - Ломели 78′ - Суарес 90+1′ | (отчёт) |        |

| Канада | 0:2     | США                          |
| ------ | ------- | ---------------------------- |
|        | (отчёт) | - Бертон 36′ - Фигероа 90+4′ |

### Финал
| Мексика                                         | 3:1     | США        |
| ----------------------------------------------- | ------- | ---------- |
| - Каррильо 10′ - Наваррете 51′ - Мартинес 90+2′ | (отчёт) | - Сома 69′ |

## Награды

### Чемпион
| Чемпион КОНКАКАФ среди команд до 17 лет 2023 |
| Мексика Девятый титул                        |

Золотой мяч
- Гаэль Альварес

Золотая бутса
- Стефано Каррильо (8 голов)

Золотая перчатка
- Норберто Бедолья

Fair Play
- Мексика

Символическая сборная
| Вратарь            | Защитники                                       | Полузащитники                                              | Нападающие                                         |
| ------------------ | ----------------------------------------------- | ---------------------------------------------------------- | -------------------------------------------------- |
| - Норберто Бедолья | - Лазар Стефанович - Кевин Гарсия - Хосе Суарес | - Хосе Уриас - Эдвин Мунгия - Гаэль Альварес - Круз Медина | - Кевин Уолдер - Стефано Каррильо - Кейрол Фигероа |

## Квалификация на чемпионат мира
Следующие четыре команды из КОНКАКАФ квалифицировались на чемпионат мира до 17 лет 2023 года.
| Команда | Дата квалификации | Предыдущие выступления на ЧМ до 17 лет |
| ------- | ----------------- | -------------------------------------- |
| Мексика | 21 февраля 2023   | 14                                     |
| США     | 21 февраля 2023   | 17                                     |
| Панама  | 22 февраля 2023   | 2                                      |
| Канада  | 22 февраля 2023   | 7                                      |